# Малберрі (Оклахома)
Малберрі (англ. Mulberry) — переписна місцевість (CDP) в США, в окрузі Адер штату Оклахома. Населення — 96 осіб (2020).

## Географія
Малберрі розташоване за координатами 35°52′7″ пн. ш. 94°41′58″ зх. д. / 35.86861° пн. ш. 94.69944° зх. д. (35.868687, -94.699450).  За даними Бюро перепису населення США в 2010 році переписна місцевість мала площу 2,42 км², з яких 2,42 км² — суходіл та 0,00 км² — водойми.

## Демографія
Згідно з переписом 2010 року, у переписній місцевості мешкало 138 осіб у 47 домогосподарствах у складі 38 родин. Густота населення становила 57 осіб/км².  Було 57 помешкань (24/км²).
Расовий склад населення:
| - 62,3 % — корінних американців - 23,9 % — білих - 1,4 % — чорних або афроамериканців - 1,4 % — осіб інших рас |

До двох чи більше рас належало 10,9 %. Частка іспаномовних становила 7,2 % від усіх жителів.
За віковим діапазоном населення розподілялося таким чином: 23,2 % — особи молодші 18 років, 66,7 % — особи у віці 18—64 років, 10,1 % — особи у віці 65 років та старші. Медіана віку мешканця становила 36,7 року. На 100 осіб жіночої статі у переписній місцевості припадало 102,9 чоловіків;  на 100 жінок у віці від 18 років та старших — 100,0 чоловіків також старших 18 років.
Середній дохід на одне домашнє господарство  становив 40 783 долари США (медіана — 27 045), а середній дохід на одну сім'ю — 58 270 доларів (медіана — 52 500). За межею бідності перебувало 38,8 % осіб, у тому числі 46,0 % дітей у віці до 18 років та 60,0 % осіб у віці 65 років та старших.
Цивільне працевлаштоване населення становило 37 осіб. Основні галузі зайнятості: виробництво — 45,9 %, сільське господарство, лісництво, риболовля — 16,2 %, науковці, спеціалісти, менеджери — 13,5 %.